# Bowerhill
Bowerhill – wieś w Anglii, w hrabstwie Wiltshire. Leży 40 km na północny zachód od miasta Salisbury i 140 km na zachód od Londynu. W 2001 miejscowość liczyła 3275 mieszkańców.